# شهر قصه
شهر قصه نمایشنامه‌ای پرآوازه کار بیژن مفید و مشهورترین نمایشنامه تئاتر مدرن ایران است.

## اجرا

### رادیو تهران
اولین بار شهر قصه در سال ۱۳۴۵ با نقش آفرینی بیژن مفید، هومن مفید، بهمن مفید، مریم مدنی و جمیله ندایی به صورت یک نسخه ۴ ساعته با گروه نمایش برنامه دوم رادیو تهران ضبط و اجرا شد. البته نسخه‌های بعدی اجرای نمایش کوتاه‌تر بودند.

### خانه پیش‌آهنگی
این نخستین نمایش ایرانی بود که از پخش صدای ضبط شده (Playback) برای اجرای تئاتر استفاده می‌شد. این نمایش با همان صداهای رادیویی، یک سال در خانه پیش‌آهنگی اجرا شد. اما پس از یک سال به پیشنهاد خود بازیگران، هر یک از آن‌ها به جای کارکتر خود حرف زدند.
با جا افتادن کار در خانه پیش‌آهنگی ناحیه پنج تهران، خیابان شهباز که آتلیه تئاتر نامیده شده بود، حدود یک سال هر هفته با تماشاچیان دعوتی اجرا می‌شد.

### جشن هنر شیراز
شهر قصه در سال ۱۳۴۷ در نخستین جشن هنر شیراز اجرایی بسیار موفق داشت. گروه بازیگری این نمایش محمود استادمحمد، عباس جاویدان، جمیله ندایی، حسین والامنش، اردوان مفید، هومن مفید، فرخ صوفی، تهمینه مدنی، سهیل سوزنی، فرهاد صوفی، رشید کنعانی بودند. این نمایش به همراه نمایشنامه «پژوهشی ژرف و سترگ و نوین در سنگواره‌های دوره بیست و پنجم زمین‌شناسی…» نوشته عباس نعلبندیان مقام نخست نمایشنامه‌نویسی این جشنواره را از آن خود کرد.

### اجرا در تهران
پس از جشن هنر شیراز مسئولان وقت تصمیم به قرار دادن کارگاه نمایش تهران در اختیار گروه بیژن مفید گرفتند. با اینکه تالار رودکی (تالار وحدت) برای اجرای عمومی این نمایش در نظر گرفته شده بود اما خود مفید تماشاخانه سنگلج را برای اجرای نمایش انتخاب کرد. زیرا ورود زنان با چادر و ورود آقایان بدون کراوات به تالار رودکی ممنوع بود. از سوی دیگر بیننده، تماشاگر معماری تالار و نورپردازی آن شده و خود تئاتر برای او معنا پیدا نمی‌کرد. این نمایش سه ماه در تماشاخانه سنگلج اجرا شد.
نمایش شهر قصه پس از آن به مدت نه ماه نیز در سالن انجمن دوشیزگان و بانوان اجرا شد. این نمایش در ۱۳۴۶ در استودیو یازده توسط منوچهر انور ضبط تلویزیونی شد.

### اجرا در دیگر شهرها
اردیبهشت ۱۳۴۷ فرخ غفاری، خجسته کیا و رضا قطبی شهر قصه را به جشن هنر دوم دعوت کردند. شهر قصه چهار شب در جشن هنر شیراز، «دانشگاه پهلوی» (دانشگاه شیراز)، شش ماه در انجمن اطلاعات بانوان و چند شب در شهرهای جنوب ایران (آبادان، مسجدسلیمان، آغاجاری) اجرا شد.

## نگاه نویسنده
بیژن مفید در کالانمای شهر قصه نوشته‌است:
«شهر قصه حکایت انسان‌های ساخته ذهن یک قصه‌گوست؛ انسان‌هایی که ماسک حیوانات را به چهره دارند و به دنیای پر از ریا و دروغ کوچکشان خو گرفته‌اند. یک روز یک انسان جدید به شهر وارد می‌شود و به رنگ آنها درمی‌آید و هویت خود را از دست می‌دهد.»
بیژن مفید در مورد شهر قصه در مصاحبه‌ای با بصیر نصیبی در مجله نگین، شماره ۴۳، آذرماه ۱۳۴۷ در جواب سؤالی می‌گوید:
سؤال: «پرسوناژهای شما در طول نمایش به بهره‌کشی و سودجویی از هم می‌پردازند. چه نیرویی این روابط را برپا نگه داشته‌است؟»
جواب: «بحث تلخی‌ست. در حقیقت، شهر قصه، قصه گرگ‌هاست. روایت است در شب‌های سرد زمستان، دو گرگ گرسنه به هم می‌رسند. از ترس روبروی هم می‌نشینند و مواظب یکدیگرند که یکی آن دیگری را از شدت گرسنگی پاره نکند. کم‌کم گرگان دیگر می‌رسند و همه دور هم می‌نشینند و مواظب یکدیگر پلک نمی‌زنند. هر بار یکی خسته می‌شود و پلک می‌زند، بقیه بر سرش می‌ریزند و پاره‌پاره‌اش می‌کنند و متوجه نیستند که زمان پاییدن یکدیگر، شاید شکارهایی رد شده‌اند و آنها ندیده‌اند. شهر قصه، حکایت حلقه گرگ‌هاست و تراژدی نکبت‌بار آدمیزاد. شاید اگر هرکدام از آنها حرکتی می‌کردند، وضعشان این‌همه دردناک نبود.»

و چند خط بعد می‌گوید: «نکته اینکه این کار کمک زیادی به پُر شدن فاصله فکری بین روشن‌فکر و مردم عادی می‌کند. این دو دسته در عصر ما روزبه‌روز از هم فاصله می‌گیرند. این فاصله باید روزی از بین برود. کار من کوششی است برای پُر کردن این خندق ذهنی بین روشن‌فکر و مردم.»

## صدا پیشگان نمایش
قصه‌گو: جمیله ندایی
روباه - ملا - معلم: بیژن مفید
خرس - رمال - کارمند ثبت احوال: بهمن مفید
خر - خراط - کارگر: محمود استادمحمد
میمون - مطرب - روشن‌فکر: آرش استادمحمد

صحنه‌ای از تئاتر شهر قصه

فیل - غریبه: حسین والامنش
سگ - عطار: فرهاد صوفی
بز - بزاز: بیژن مفید
موش - جوان عاشق: هومن مفید
خاله سوسکه - دختر جوان: تهمینه مدنی
شتر - نقال - نمد مال: بیژن مفید
اسب: سهیل سوزنی
طوطی - شاعر: سهیل سوزنی
قاطر - نعلبند: بهمن مفید

## بازیگران تئاتر و تلویزیون

گروه صداپیشگان و بازیگران نمایش شهر قصه

قصه گو: جمیله ندایی
خرس: فرخ صوفی
سگ: فرهاد صوفی
روباه: عباس جاویدان
خر، :محمود استادمحمد
میمون: آرش استادمحمد
فیل: حسین والامنش
بز: رشید کنعانی
قاطر: مهدی ایل‌بیگی
شتر: اردوان مفید. بهزاد ندایی
اسب: سهیل سوزنی
موش و طوطی: هومن مفید

خاله سوسکه: تهمینه مدنی

## فیلم
با وجود تلاش بسیار بیژن مفید برای ساخت فیلم شهر قصه به کارگردانی منوچهر انور این فیلم با شکست تجاری روبرو شد.

## شهر قصه در اوین
در زمستان ۱۳۹۱ نمایش «شهر قصه در اوین» را یاشار دارالشفاء با همراهی جمعی از زندانیان در بند ۳۵۰ زندان اوین اجرا کرد. دارالشفاء بعدها با انتشار متنی توضیحی، حکایت و ماجرای اجرای نمایش را از ایدهٔ اولیه‌اش تا اجرای نهایی شرح داد.

## باز اجرا
این نمایشنامه بارها در سراسر کشور به گونه‌های مختلف به نمایش درآمده‌است. آخرین اجرای این نمایشنامه سال ۱۳۹۴ در شهرستان خرم‌بید به کارگردانی آرش حسنلی انجام شد. بازیگران این کار: احمدرضا کنعانی، مهرداد بهرامی، محسن حمیدی، حسین زارع، علی رنجبر، محمدحسن زارع، فاطمه اکبری، زهرا رنجبر، زینب نظری و فاطمه طاهری بوده‌اند.

## پویانمایی
تلویزیون من‌وتو برای نخستین بار، اقدام به پخش پویا نمایی شهر قصه کرد که در نوروز سال ۱۳۹۱ از این شبکه پخش شد.

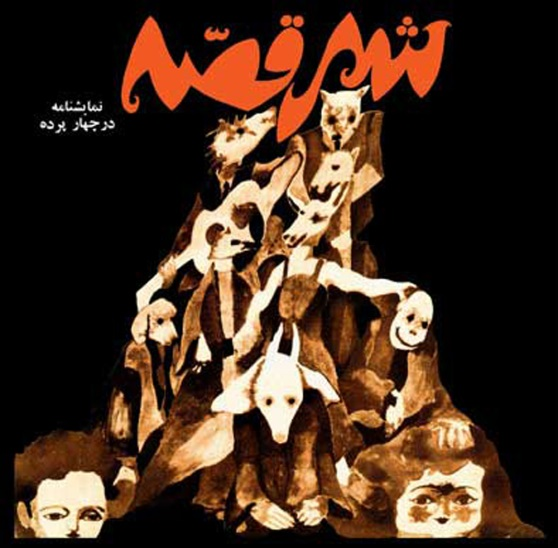
تصویر جلد صفحه گرامافون شهر قصه